# Neoplecostomus espiritosantensis
Neoplecostomus espiritosantensis är en fiskart som beskrevs av Langeani, 1990. Neoplecostomus espiritosantensis ingår i släktet Neoplecostomus och familjen Loricariidae. Inga underarter finns listade i Catalogue of Life.